# Dörrieloh
Dörrieloh è una frazione (Ortsteil) del comune di Varrel, nel land della Bassa Sassonia, in Germania.

## Storia
Già comune autonomo nel circondario della contea di Diepholz, fu soppresso e incorporato a Varrel il 1º marzo 1974.